# Miklós Martin
Miklós Martin, später Nick Martin, (* 29. Juni 1931 in Budapest; † 26. März 2019 in Los Angeles) war ein ungarischer Wasserballspieler, der 1952 Olympiasieger wurde.

## Karriere
Miklós Martin spielte für Újpesti TE und wurde von 1950 bis 1955 viermal ungarischer Meister im Wasserball.
Von 1949 bis 1956 wirkte er in 27 Länderspielen der ungarischen Nationalmannschaft mit.
Bei den Olympischen Spielen 1952 in Helsinki gewannen die Ungarn ihr Auftaktspiel gegen Mexiko, wobei Martin drei Tore zum 13:4 beisteuerte. Sein zweites Spiel bestritt der Verteidiger im Vorrundenmatch gegen Deutschland, hier warf er beim 9:1 zwei Tore. In den anderen Partien spielte Kálmán Markovits auf seiner Position, Auswechslungen gab es 1952 noch nicht. Die Ungarn spielten zweimal Unentschieden gegen die Jugoslawen und gegen die Niederlande, alle anderen Spiel gewannen sie. Am Ende des Turniers waren sie punktgleich mit den Jugoslawen und gewannen die Goldmedaille wegen der besseren Tordifferenz.
Zwei Jahre später bei der Europameisterschaft 1954 in Turin warf Martin beim 3:3 gegen Jugoslawien zwei Tore. In der Finalrunde besiegten die Ungarn die Niederländer mit 8:3, wobei Martin drei Tore erzielte. Beim abschließenden 8:1 gegen Italien war Martin erneut dreimal erfolgreich. Wie 1952 gewannen die Ungarn den Titel durch die gegenüber den Jugoslawen bessere Tordifferenz.
1956 bei den Olympischen Spielen in Melbourne gehörte Martin zum Aufgebot, wurde aber nicht eingesetzt. Martin kehrte wegen der Niederschlagung des Volksaufstands nicht nach Ungarn zurück. Er spielte ein Semester für das Team der University of Southern California, fühlte sich aber unterfordert und beendete seine sportliche Laufbahn.
Martin hatte bereits in Budapest ein Studium der Kunstgeschichte abgeschlossen. An der Southern Cal schloss er ein Studium der französischen Sprache ab. Später promovierte er in Romanistik an der Princeton University. Martin amerikanisierte seinen Vornamen und war als Nick Martin als Professor am Pasadena City College tätig.